# (7811) Zhaojiuzhang
(7811) Zhaojiuzhang est un astéroïde de la ceinture principale.

## Description
(7811) Zhaojiuzhang est un astéroïde de la ceinture principale. Il fut découvert le 23 février 1982 à la station de Xinglong par l'observatoire de la Montagne Pourpre. Il présente une orbite caractérisée par un demi-grand axe de 2,68 UA, une excentricité de 0,10 et une inclinaison de 13,5° par rapport à l'écliptique.

## Compléments